# Haplomacrobiotus utahensis
Espèce
Haplomacrobiotus utahensis est une espèce de tardigrades de la famille des Hexapodibiidae. 

## Distribution
Cette espèce est endémique d'Utah aux États-Unis.

## Étymologie
Son nom d'espèce, composé de utah et du suffixe latin -ensis, « qui vit dans, qui habite », lui a été donné en référence au lieu de sa découverte, Utah.

## Publication originale
- Pilato & Beasley, 2005 : Haplomacrobiotus utahensis new species of Calohypsibiidae (Eutardigrada) from North America. Zootaxa, no 879, p. 1-7.